# Districte de Kagawa
El districte de Kagawa (香川郡, Kagawa-gun) és un districte localitzat al Sanuki Oriental (Tōsan) de la prefectura de Kagawa, a la regió i illa de Shikoku, Japó. El seu únic municipi és la vila de Naoshima, a l'illa homònima.

## Geografia
El districte de Kagawa es troba localitzat a la regió de Sanuki Oriental o Tōsan. Tot i que el seu territori actual és una illa al mig de la mar interior de Seto, en el passat també va tindre municipis a l'illa de Shikoku. El districte està integrat per només un únic municipi: la vila de Naoshima.

### Municipis
| |          |          |          |
| \| Municipi \| Població \| Extensió \| Densitat \| \| -------- \| -------- \| -------- \| -------- \| \| Naoshima \| 3.026 \| 14,22 \| 213 \| \| Total \| 3.026 \| 14,22 \| 213 \| |          |          |          |
| Municipi | Població | Extensió | Densitat |
| Naoshima | 3.026    | 14,22    | 213      |
| Total | 3.026    | 14,22    | 213      |

## Història
El districte de Kagawa és un dels districtes més antics de la prefectura homònima i inclús la seua creació es remunta abans de l'existència d'aquesta, datant-se en l'any 701 dins de l'antiga província de Sanuki, predecessora de l'actual prefectura de Kagawa. El seu santuari principal, igual que l'ichinomiya de la província era el santuari de Tamura. Tot i això, l'existència oficial i legal del districte comença l'1 d'abril de 1889 sota la nova llei de municipis aprovada després de la restauració Meiji. La capital i seu del govern del districte era el poble de Ritsurin, actualment part de la ciutat de Takamatsu, la qual fou la capital del districte a l'etàpa feudal (pre 1889).

### Antics municipis
La següent és una llista dels antics municipis del districte amb enllaç als seus actuals municipis:
- Shionoe (塩江町) (1918-2005)
- Kagawa (香川町) (1955-2006)
- Kōnan (香南町) (1956-2006)
- Yasuhara-Kaminishi (安原上西村) (1890-1951)
- Yasuhara (安原村) (1890-1956)
- Ichinomiya (一宮村) (1890-1956)
- Enza (円座村) (1890-1956)
- Shimo-Kasai (下笠居村) (1890-1956)
- Ritsurin (栗林村) (1890-1921)
- Tsurū (弦打村) (1890-1956)
- Kōzai (香西町) (1915-1956)
- Sagita (鷺田村) (1890-1940)
- Shiyūjima (雌雄島村) (1890-1956)
- Kami-Kasai (上笠居村) (1890-1956)
- Kaminishi (上西村) (1951-1956)
- Kawaoka (川岡村) (1890-1956)
- Kawahigashi (川東村) (1890-1955)
- Asano (浅野村) (1890-1955)
- Tahi (多肥村) (1890-1956)
- Ōta (太田村) (1890-1940)
- Ōno (大野村) (1890-1955)
- Danshi (檀紙村) (1890-1956)
- Ikenishi (池西村) (1890-1956)
- Higashihama (東浜村) (1890-1921)
- Busshōzan (仏生山町) (1898-1956)
- Yusa (由佐村) (1890-1956)